# 松野恭平
松野 恭平（まつの きょうへい、1983年9月1日 - ）は、日本のシンガーソングライター、作詞家、作曲家、編曲家。

## 略歴
東京都出身。「黒赤ちゃん」のVocal、GuitarとしてSony Musicよりメジャーデビュー。3枚のアルバムをリリース。
解散後はソロプロジェクト「Tokyo Common Sense」としての活動と並行し、作詞家、作曲家、編曲家としての活動を本格的にスタート。
2016年以降は黒赤ちゃんの乾英明とともに、作家チーム「DogP」としても活動を開始。
2017年にはタワーレコードディストリビューションと提携し新レーベル「ポストポップレコード」を設立。

## 提供楽曲

### ドラマ
- NHK『だから私は推しました』
  - 劇中歌「おちゃのこサニサイ」「サイリウム・プラネット」「ただいまミライ」 歌 - サニーサイドアップ（作詞・作曲・編曲）※DogP名義
- フジテレビ『警視庁いきもの係』
  - 主題歌「My Buddy」 歌 - 超特急（作曲・共編曲）※DogP名義
- 日本テレビ『ランチ探偵』
  - 主題歌「恋愛ランチ」 歌 - つぼみ大革命（作曲・共編曲）※DogP名義

### アニメ
- 『B-PROJECT〜鼓動＊アンビシャス〜』
  - 挿入歌「明日は、今日より夢見よう」歌 - 小野大輔、岸尾だいすけ（作曲）
- 『ミカンせいじん現わる』
  - 劇伴
  - 音響効果
  - ナレーション
- 『ルナたん〜1万年のひみつ〜』
  - 劇伴
- 『ひとり暮らしの小学生』
  - 劇伴
  - 主題歌「ひとり暮らしの小学生」歌 - 笠原弘子（作詞・作曲・編曲）
- 『タマ&フレンズ うちのタマ知りませんか?』
  - 主題歌「Tama & Friends」歌 - 笠原弘子（作詞・作曲・編曲）
- 『お前はまだグンマを知らない』
  - 劇伴
- 『カードファイト!! ヴァンガード』
  - EDテーマ「GIFT from THE FIGHT!!」歌 - 代永翼、佐藤拓也（作曲）※DogP名義
- 『ISLAND』
  - 挿入歌「天然記念ガールじゃないよ」歌 - 山村響（作曲）
- 『ているずおぶHR』
  - 劇伴
  - 主題歌「ノルミンダンス」歌 - 福圓美里（作詞・作曲・編曲）
  - 挿入歌「フィーアンドベルベット」歌 - 浅倉杏美、佐藤利奈（作詞・作曲・編曲）
- 『ようこそジャパリパーク』
  - 劇伴
- 『むかしケイバなし』
  - 劇伴
- 『ドラゴン、家を買う。』
  - 劇伴
- 『クソゲーって言うな!』
  - 劇伴
- 『トラとミケ』
  - 劇伴
- 『猫ジョッキー』
  - 劇伴
  - エンディングテーマ「タイトル不明」歌 -  大野智敬（作曲・編曲）
- 『どこでもマキバオー』
  - 劇伴
- 『かくして!マキナさん!!』
  - 劇伴[1]

### TikTok
- 『Super Lazys』（作詞・作曲・編曲）

### 映画
- 『野生のなまはげ』
  - 劇伴
  - 主題歌「LANDMARK」歌 - Tokyo Common Sense（作詞・作曲・編曲）

### CM
- 日本ゼオン 2019年度企業CM
- セコムホームライフ 『笑顔のひみつ』
- ダイワハウス 『ひばりヶ丘物語』
- Dine トラック広告
- NHKさいたま放送局 × 埼玉県『さいたマッスル-埼玉県民2020気運醸成計画-』
- 『恋と嘘 × SHOWROOM コラボCM』
- 『デュエルエクスマキナ × SHOWROOM コラボCM』

### アーティスト
- 超特急
  - 「My Buddy」（作曲/共編曲）※DogP名義
- バンドじゃないもん!
  - 「結構なお点前で」（作詞/作曲/編曲）※DogP名義
  - 「ナナコロ！」（作詞/作曲/編曲）※DogP名義
- 笠原弘子
  - 「ひとり暮らしの小学生」（作詞/作曲/編曲/プロデュース）
  - 「UMAライクなやり方で」（作詞/作曲/編曲/プロデュース）
  - 「Tama & Friends」（作詞/作曲/編曲/プロデュース）
  - 「正真正銘 笠原弘子」（作詞/作曲/編曲/プロデュース）
  - 「ピアニシモ」（作詞/作曲/編曲/プロデュース）
- DAN⇄JYO
  - 「Boys&Girls」（作詞/作曲/編曲/プロデュース）※DogP名義
  - 「出囃子（overture）」（作曲/編曲/プロデュース）※DogP名義
- つぼみ大革命
  - 「笑DNA」（作詞/作曲/編曲）※DogP名義
  - 「恋愛ランチ」（作詞/作曲/編曲）※DogP名義
- Ange☆Reve
  - 「Angel Sign」（作詞/作曲/編曲/プロデュース）※DogP名義
- Absolute area
  - 「カフネ」（Synthesizer/Programming）
  - 「My home town」（Strings Arrangement）
  - 「発車標」（Strings Arrangement）
  - 「遠くまで行く君に」（Strings Arrangement）
- 南無阿部陀仏
  - 「君へのラブソング」（Synthesizer）
- かなまる
  - 「プシシェ」（編曲/プロデュース）
  - 「わたしの占い」（編曲/プロデュース）
  - 「雨でもいいよ」（編曲/プロデュース）
- 完伍
  - 「CHOOSE YOUR LIFE」（編曲/プロデュース）
  - 「雨の涙」（編曲/プロデュース）
  - 「これからもそばに」（編曲/プロデュース）
- Faint⋆Star
  - 「レ・ミ・ラ」（作詞）
  - 「Ms.Question」（作詞）
- 宍戸桃子(CANDY GO!GO!)
  - 「ボーイフレンドの定義」（作詞/作曲/編曲）※DogP名義
  - 「Re: 大丈夫」（作詞/作曲/編曲）※DogP名義
- アイドルカレッジ
  - 「ハイ！ハイ！ハイジャンプ」（作詞/作曲/編曲）※DogP名義
- シャルロット・ラバーズ
  - 「Secret Date ～戻れない恋しよう～」（作詞/作曲/編曲）
- SO-TA
  - 「苦笑いがとまらない」（作詞/作曲/編曲）
  - 「Last Dance」（編曲）
- Voiz
  - 「You&I」（編曲）
- kodani園芸
  - 「醒めないままで (feat.ラブリーサマーちゃん)」（Piano/Synthesizer）
- アオハルsince2015
  - 「しゅわしゅわ♪リズム」（Acoustic Guitar）
  - 「aoharu」（Acoustic Guitar）
  - 「バブバブ～Bubble×Bubble～」（Acoustic Guitar/編曲）※DogP名義